# Владимир Амон
Владимир Фьодорович Амон (Амонт) (на руски: Владимир Фёдорович Аммон) е руски живописец, академик по пейзажна живопис, представител на Московската пейзажна школа, майстор на селския пейзаж, передвижник.

## Биография
Амон е роден на 28 декември 1826 г. в Москва. Баща му Фердинанд (Фьодор) Амон е предприемач, потомък на понемчено френско хугенотско семейство, което се преселва в Западна Прусия след отмяната на Нантския едикт. В началото на 19 век се премества в Русия.
Герман (Иван) Амон, по-големият брат на Владимир, служи в архива на Външно министерство като преводач, археограф и историк. Превежда на руски език дневника на камер-юнкера Ф.В. Бергфолц, състоящ се от 4 тома и „Записки на граф Басевич за Русия при Петър Велики“.
Владимир завършва Московското строгановско художествено-техническо училище, подготвящо учители по рисуване. През 1840-те години завършва и пейзажния клас на Московското училище по живопис, скулптура и архитектура. И в двете училища се обучава под ръководството на известния по онова време живописец и педагог Карл Рабус. Забелязвайки таланта, трудолюбието и силния стремеж на Амон да стане истински майстор, Рабус отделя много от личното си време за работа с него.
През 1850 г. Владемер Амон получава званието класен художник за картината си „Академията на науките и Дворцовата крайбрежна улица в Петербург“, рисувана по академичната програма. Доста по-късно тази картина е продадена на търг в Стокхолмска аукционна къща за 316 000 щатски долара, 10 пъти по-скъпо от първоначално обявената цена.
През 1857 г. за картината „Пейзаж от Кунцево край Москва“, получава званието „назначенный в академики“. През 1859 г. за картината „В околностите на Москва“ получава званието академик по пейзажна живопис. Участва в академичните изложби.
В периода 1862 – 1864 г. Амон членува в Московското общество на любителите художници. По-късно живописецът оценява създаването на организацията на Передвижниците и участва с няколко картини още в първата им изложба през 1871 г. От 1872 или 1874 година става неин действителен член. Участва активно в тези изложби в периода 1871 – 1876 и през 1879 г. От 1872 г. става библиотекар в Московското училище по живопис, скулптура и архитектура.
Владимир Амон умира на 11 април 1879 г. в Москва. Погребан е в семейната гробница във Веденското гробище, която днес е обект на културното наследство на страната.

## Творчество
Заедно с други руски художници от Московската школа, Амон участва в полагането на основите на руския реалистичен пейзаж. Типичните му пейзажи за романтичната епоха се появяват все по-рядко и постепенно той започва да отразява света много по-реалистично. Пейзажите на Амон се ползват със заслужено внимание не само от ценителите на живописта, но и от авторитетите от Императорската художествена академия. От работите на художника до наши дни са достигнали много малко – „Пейзаж от Коломенское“ (1854), „Симоновият манастир“ (1854), „Пейзаж от Воронежка губерния“ (1855), „Пейзаж от Киев“ (1856), „Летен ден“ (1856), „Поглед към Москва от Воробьовския хълм“ (1863), „Вечер“ (1866), „Село на брега на реката“ (1867), „Рекичка“ (1872), „На разходка по езерния път“ (1872), „Езерце“ (1874).
Известни негови картини са още „В края на гората. Пладне“ (1871), „Летен пейзаж“ (1877), „Мостче в парка“ и други. Акварелът „Момче хвърля кора от дърво в реката“ (1854) е купен от княгиня Мария Николаевна, а „Алея“ (1871) – от Козма Солдатьонков, московски предприемач, меценат, книгоиздател и собственик на известна в Москва художествена галерия.
През 1871 г. представя на изложбата на Передвижниците картините „Алея“ и „Бряст“, през 1872 – „Рекичка“, през 1874 – „Езерце“, в 1875 – „Върба“.
Произведения на Амон се съхраняват в много музеи и частни колекции – на потомците на Козма Солдатьонков, на великата княгиня Мария Николаевна и други. Негови пейзажи са изложени в Държавния руски музей в Петербург, Воронежката художествена галерия и други.
- Имението „Царицино“
- Поглед към Москва от Воробьовския хълм (1863)
- На разходка по езерния път (1872)
- Летен пейзаж (1877)